# Halbblut
Halbblut (La mestiza) es una película muda alemana de 1919
. Fue la primera que dirigió Fritz Lang y está interpretada en sus principales papeles por Carl de Vogt, Ressel Orla y Carl-Gerhard Schröder.
Esta película se considera perdida.

## Argumento
Edward Scott (Carl Gerhard Schröder), en un viaje a México conoce a Juanita (Ressel Orla), una prostituta mestiza que trabaja en un fumadero de opio. Se enamora de ella y se casan.
De vuelta a Europa, tiene una conversación con su amigo Axel van der Straaten (Carl de Vogt), quien le reprocha el matrimonio, arguyendo que se puede tener una mestiza como amante, pero no como esposa. Edward no le contradice y Juanita, quien escucha la conversación secretamente, decide vengarse de ellos. A partir de ese momento provocará a su marido haciéndole enloquecer de celos y, recluido en un manicomio, morirá.
En cuanto a Axel, caerá seducido por Juanita. Ella hará que pierda toda su fortuna en una sala de juego clandestina regentada por otro mestizo (Paul Morgan), actual amante de Juanita quienes intentarán huir a México con el botín, pero Axel, desengañado, la mata y acabará condenado por ello y encarcelado.
En esta primera película dirigida por Lang ya aparecen algunos elementos que el cineasta desarrollará más adelante, como la obsesión sexual y la venganza femenina. El tema de la ideología racial y los problemas sociales son tan solo un pretexto argumental.

## Realización
En 1918, Erich Pommer, fundador de la productora Decla (Deutschland éclair), conoció en Viena a Lang mientras este actuaba en una obra de teatro, y le ofrece un contrato como director artístico. Lang se traslada a Berlín. Allí, además de leer guiones decidiendo cuáles eran aceptados, escribió algunos que luego serían llevados a la pantalla. Ante el éxito de algunos de ellos, Pommer le encarga la dirección de su primera película.

«Mientras en Berlín estallaba la revuelta de Espartaco, yo estaba rodando mi primera película, Halbblut. El primer día de rodaje, camino de los estudios, grupos de sublevados armados paraban bruscamente mi coche, pero hubiera hecho falta mucho más que una revolución para impedirme poner en marcha mi primera película».

La película fue rodada íntegramente en los estudios de Decla en Berlín. Se estrenó el 3 de abril de 1919 en el Marmorhaus de Berlín.

«La hice en cinco días: ¿cree que puede ser buena? Quiero decir que era mi primera película, yo quería hacerla, pero... De paso, había en ella buenos actores».